# Магьосниците отвъд Уейвърли Плейс
„Магьосниците отвъд Уейвърли Плейс“ (на английски: Wizards Beyond Waverly Place) е американски комедиен сериал, който е спин-оф и продължение на „Магьосниците от Уейвърли Плейс“. Премиерата му е на 29 октомври 2024 г. по Дисни Ченъл. В сериала участват Джанис ЛеАн Браун, Алкайо Тиеле, Макс Матенко, Тейлър Кора, Мими Джанопулос и Дейвид Хенри. Хенри, Селена Гомес, Джед Елиноф, Скот Томас и Анди Фикман са изпълнителни продуценти на сериала заедно с Гари Марш и Джонас Аджин.

## Актьорски състав и герои

### Главни герои
- Джанис ЛеАн Браун – Били, млада магьосница, който е изпратена да живее с Джъстин, за да я тренира.[1]
- Алкайо Тиеле – Роман Русо, най-големият син на Джъстин и големият брат на Майло.[1]
- Макс Матенко – Майло Русо, най-малкият син на Джъстин и малкият брат на Роман.[2]
- Тейлър Кора – Уинтър, най-добрата приятелка на Били и Роман.[3]
- Мими Джиянопулос – Джияда Русо, смъртната съпруга на Джъстин, която е изследващ репортер във WOWP News[1]
- Дейвид Хенри – Джъстин Русо, съпруг на Джияда и директор в средното училище „Грийнуолд“.[4]

### Забележителни гост звезди
- Селена Гомес – Алекс Русо, малката сестра на Джъстин и леля на Майло и Роман.[4][5]
- Дейвид ДеЛуиз – Джери Русо, бащата на Алекс, Джъстин и Макс, и дядо на Майло и Роман.[6][7]
- Мария Каналс-Барера – Тереза Русо, майка на Алекс, Джъстин и Макс, и баба на Майло и Роман.[8]
- Джейк Т. Остин – Макс Русо, най-малкият брат на Джъстин и Алекс, и чичо на Майло и Роман.[9]

## В България
В България сериалът започва излъчване по Дисни Ченъл на 24 март 2025 г. с разписание всеки делник от 20:20 ч. със синхронен дублаж на Доли Медия Студио.